# Cantó de Spincourt
El cantó de Spincourt és un cantó francès del departament del Mosa, situat al districte de Verdun. Té 22 municipis i el cap és Spincourt.

## Municipis
- Amel-sur-l'Étang
- Arrancy-sur-Crusne
- Billy-sous-Mangiennes
- Bouligny
- Dommary-Baroncourt
- Domremy-la-Canne
- Duzey
- Éton
- Gouraincourt
- Loison
- Mangiennes
- Muzeray
- Nouillonpont
- Pillon
- Rouvrois-sur-Othain
- Saint-Laurent-sur-Othain
- Saint-Pierrevillers
- Senon
- Sorbey
- Spincourt
- Vaudoncourt
- Villers-lès-Mangiennes

## Història
| Data d'elecció                           | Identitat          | Partit        | Qualitat |
| ---------------------------------------- | ------------------ | ------------- | -------- |
| 1945-1967                                | M. Naudin          | Divers droite |          |
| 1967-1998                                | Daniel Mayer       | PCF           |          |
| 1998-                                    | Jean-Marie Missler | Divers droite |          |
| les dades anteriors no són pas conegudes |                    |               |          |
|                                          |                    |               |          |

## Demografia
| A partir de 1990: Població sense dobles comptes |